# Чубыкин, Сергей Николаевич
Сергей Николаевич Чубыкин (род. 8 марта 1985, Новокузнецк, Кемеровская область) — российский хоккеист, нападающий, тренер.

## Биография
Воспитанник «Металлурга» Новокузнецк. С сезона 2000/01 — игрок команды первой лиги «Металлург-2» Новокузнецк. В сезоне 2002/03 дебютировал за «Металлург» в Суперлиге. Сезон 2004/05 провёл в команде «Голден Амур» Хабаровск в АзХЛ. После двух сезонов, проведённых в «Металлурге», перешёл в ангарский «Ермак», где провёл 13 сезонов (2007/08 — 2016/17, 2018/19 — 2020/21). Также выступал за «Вымпел» Междуреченск (2008/09) и «Сахалин» Южно-Сахалинск (2017/18, АзХЛ).
Рекордсмен «Ермака» по сыгранным матчам (536 игры), после сезона 2019/20 завершил карьеру и вошёл в тренерский штаб команды, но провёл в октябре 2020 года ещё три игры. С 8 декабря 2021 года — главный тренер команды. 6 октября 2022 года был заменён на Евгения Зиновьева, но 2 декабря вернулся на пост главного тренера. Летом 2023 года на предсезонных турнирах возглавлял клуб МХЛ «Динамо» Санкт-Петербург, а с 25 октября стал тренером в команде НМХЛ «Динамо-Юниор». В начале сезона 2024/25 возглавлял команду МХЛ «Кузнецкие медведи».В январе 2025 года Вернулся в  «Ермак» на должность главного тренера.